# Heterlimnius koebelei
Heterlimnius koebelei är en skalbaggsart som beskrevs av Martin. Heterlimnius koebelei ingår i släktet Heterlimnius och familjen bäckbaggar. Inga underarter finns listade i Catalogue of Life.